# دوفيل
دوفيل (بالفرنسية: Deauville)‏ هي هي بلدية فرنسية تقع في إقليم كالفادوس في منطقة النورماندي في شمال غرب فرنسا
وتلقب دوفيل باسم ملكة الشواطئ نورمان وهي واحدة من المنتجعات الساحلية الأكثر شهرة في فرنسا. كما أنها أقرب منطقة منتجعات إلى باريس

## المنطقة
يوجد في دوفيل ميناء، ويقام فيها مهرجان الفيلم الدولي ويوحد فيها مارينا ومركز للمؤتمرات وجراند كازينو وفنادق فخمة

## تاريخ
كانت المدينة لفترة طويلة موطنا لمنازل على البحر للمجتمع الفرنسي الراقي، وغالبا ما يشار إليها باسم الريفيرا الباريسي
ومنذ القرن التاسع عشر، كانت بلدة دوفيل منتجع سياحي مألوف للطبقة العليا الدولية.
دوفيل هي أيضا منتجع للأسر الغنية في فرنسا

## توأمة
لدوفيل اتفاقيات توأمة مع كل من:
- Cowes [الإنجليزية]‏
- Eicklingen [الإنجليزية]‏
- كيلدير
- ليكسينغتون

## أعلام
- هيلين شانيل
- كزافييه مارشان
- روجر روجر
- فورد مادوكس فورد
- برنارد لينوار